# Głaz narzutowy Piotrek
Głaz narzutowy "Piotrek" – głaz przyniesiony przez lądolód ze Skandynawii w epoce plejstocenu. Obecnie jest to największy spośród znalezionych i opisanych głazów narzutowych na Dolnym Śląsku, jeden z większych w pasie Nizin Środkowopolskich oraz w południowej części Polski. Głaz ten jest podobny gabarytowo do kilku innych okazów znajdujących się w pasie nizin polskich: Głazu Romera w rezerwacie przyrody Jodłowice, Diabelskiego Kamienia w Dąbrowach Krotoszyńskich oraz głazu narzutowego na pl. Wolności w Raciborzu. 

## Położenie
Głaz narzutowy „Piotrek” leży częściowo odkopany w lesie i znajduje się w leśnym oddz. 123a w południowo-zachodniej części gminy Rudna, 1,5 km w kierunku południowo-zachodnim od wsi Rynarcice, około 1 km na zachód od szybu kopalnianego L VI.
W okolicy przebiega droga wojewódzka nr 323 oraz oznakowany kolorem niebieskim turystyczny „Szlak Polskiej Miedzi”. Eratyk jest położony w widocznym miejscu ok. 30 m od szosy na szlaku niebieskim na odcinku Lubin – Rynarcice, w związku z czym dostęp do niego jest stosunkowo łatwy. Jedynym utrudnieniem jest brak w pobliżu drogi dojazdowej nr 323 większego znaku informującego o zjeździe na szosę prowadzącą do głazu.
Obok głazu są oznaczenia szlaku turystycznego oraz tablica informacyjna wraz z odległością do największych miejscowości oraz innych atrakcji przyrodniczych występujących w okolicy.

## Charakterystyka
Głaz ten jest jednym z większych i bardzo dobrze zachowanych okazów eratyków położonych na terenach nizinnych Polski. Posiada 540 cm długości, 465 cm szerokości, 145 cm wysokości od podłoża, a z obwodem 1600 cm, stanowi największy głaz narzutowy na Dolnym Śląsku. Jest to granit, zbudowany m.in. z kwarcu, biotytu i skalenia.
Eratyk jest położony na płaskim podłożu w sosnowo-dębowym kompleksie leśnym, w którym znajduje się wiele mniejszych okazów innych głazów narzutowych. Jeden z kilkusetletnich dębów swoim pniem częściowo wrasta w głaz i obecnie jest bezpośrednio z nim połączony.
W południowej części Polski było mniej okresów zlodowaceń w porównaniu do pozostałych terenów kraju, więc analogicznie im dalej na południe, tym występowanie eratyków jest rzadsze i jednocześnie bardziej cenne dla przyrody i nauki. Z tych względów położenie głazu narzutowego „Piotrek” w wymienionym obszarze, podnosi jego wartość naukową oraz przyrodniczą. Poza lokalizacją, także gabaryty wielkościowe i wagowe oraz dobrze zachowany stan czynią głaz „Piotrek” wartościowym okazem, wśród dotychczas zinwentaryzowanych głazów narzutowych w Polsce.
Głaz spełnia wymogi pomnika przyrody nieożywionej dla Polski południowej, jednak do tej pory nie został objęty ochroną.

## Geneza
Zlodowacenie środkowopolskie dzieli się na kilka stadiałów, a jednym z nich jest zlodowacenie Odry. W końcowej fazie trwania stadiału Odry, czyli ok. 230 tys. lat temu, wycofujący się lądolód skandynawski, m.in. z obszarów, na których znajduje się głaz „Piotrek”, pozostawił po sobie wiele śladów geologicznych, w tym głazy narzutowe.
Już w okresie międzywojennym głaz ten był znany wśród lokalnej społeczności i stanowił miejsce wycieczek miłośników elementów przyrody nieożywionej. Jednym z dowodów na wcześniejsze odkrycie głazu „Piotrek” są archiwalne zdjęcia z 1925 r. przedstawiające nieznanego mężczyznę stojącego na eratyku. Obecnie głaz jest z rzadka odwiedzany przez turystów.
Nazwa głazu pochodzi od mieszkańca powiatu lubińskiego, Piotra Cybulskiego, byłego leśniczego i posła w latach 2007–2011.

## Galeria

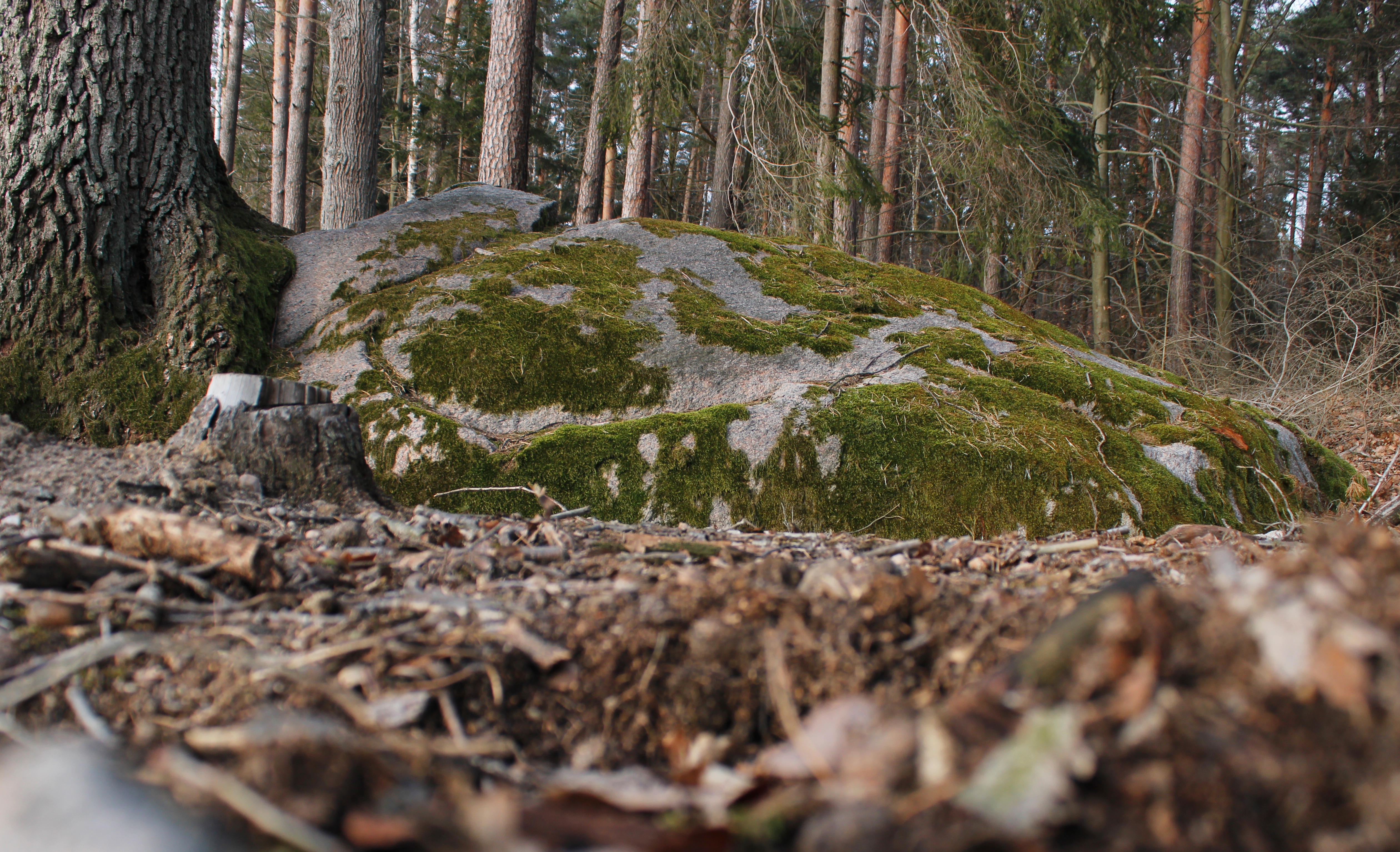
Głaz "Piotrek" w dużej części jest porośnięty mchem
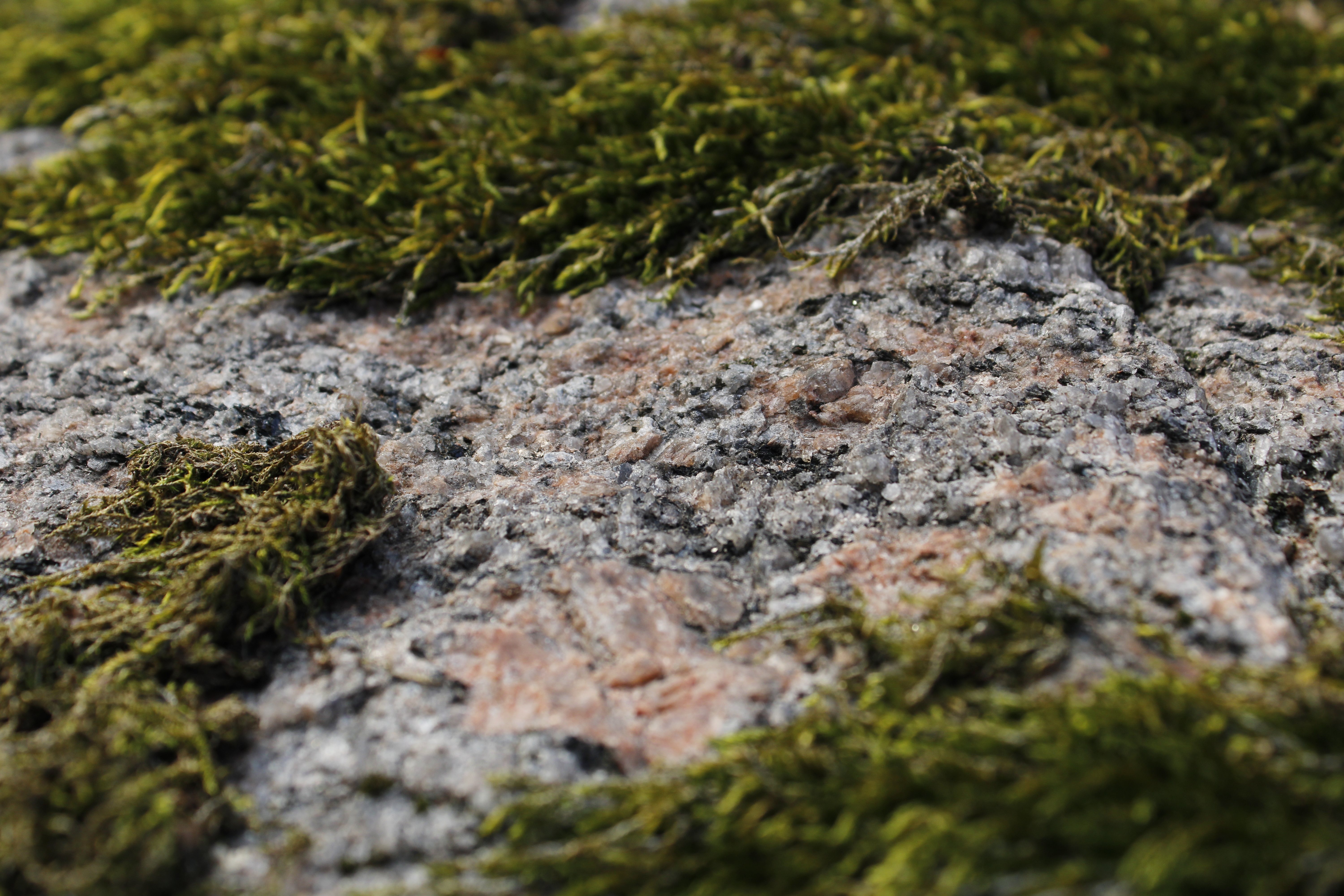
Widoczna struktura głazu "Piotrek", m.in. kwarc i biotyt
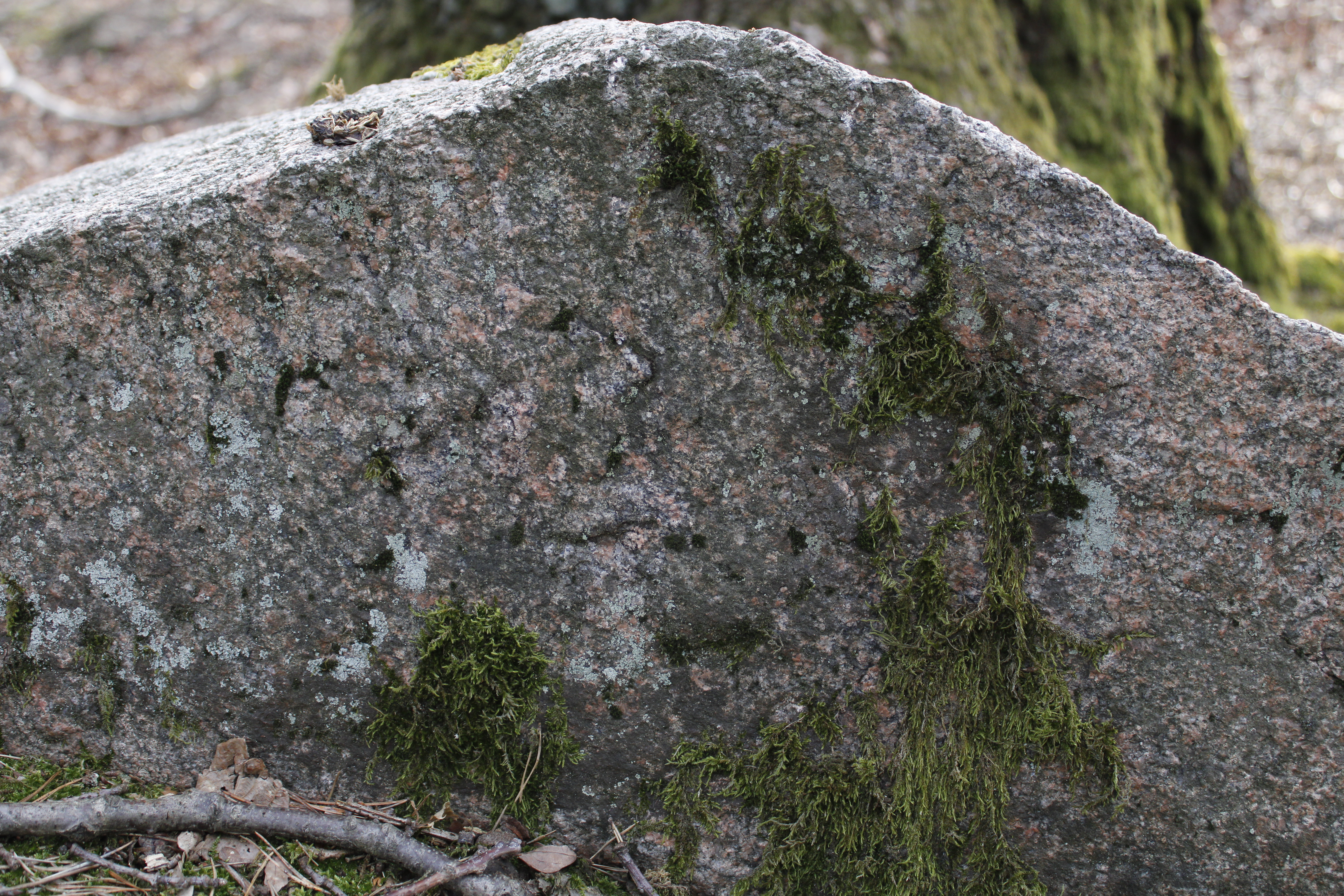
Struktura głazu w przybliżeniu
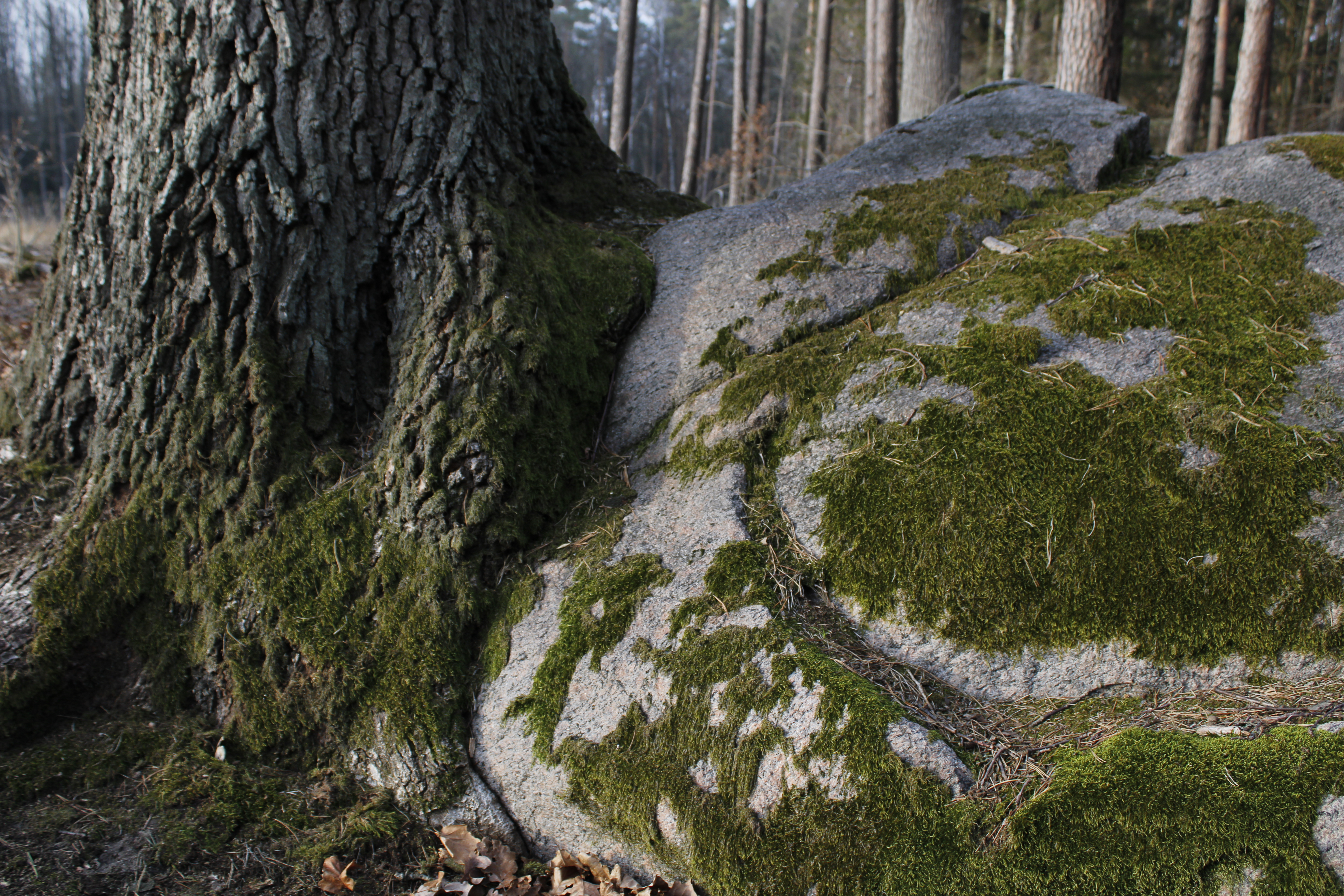
Wrośnięty kilkusetletni dąb w głaz
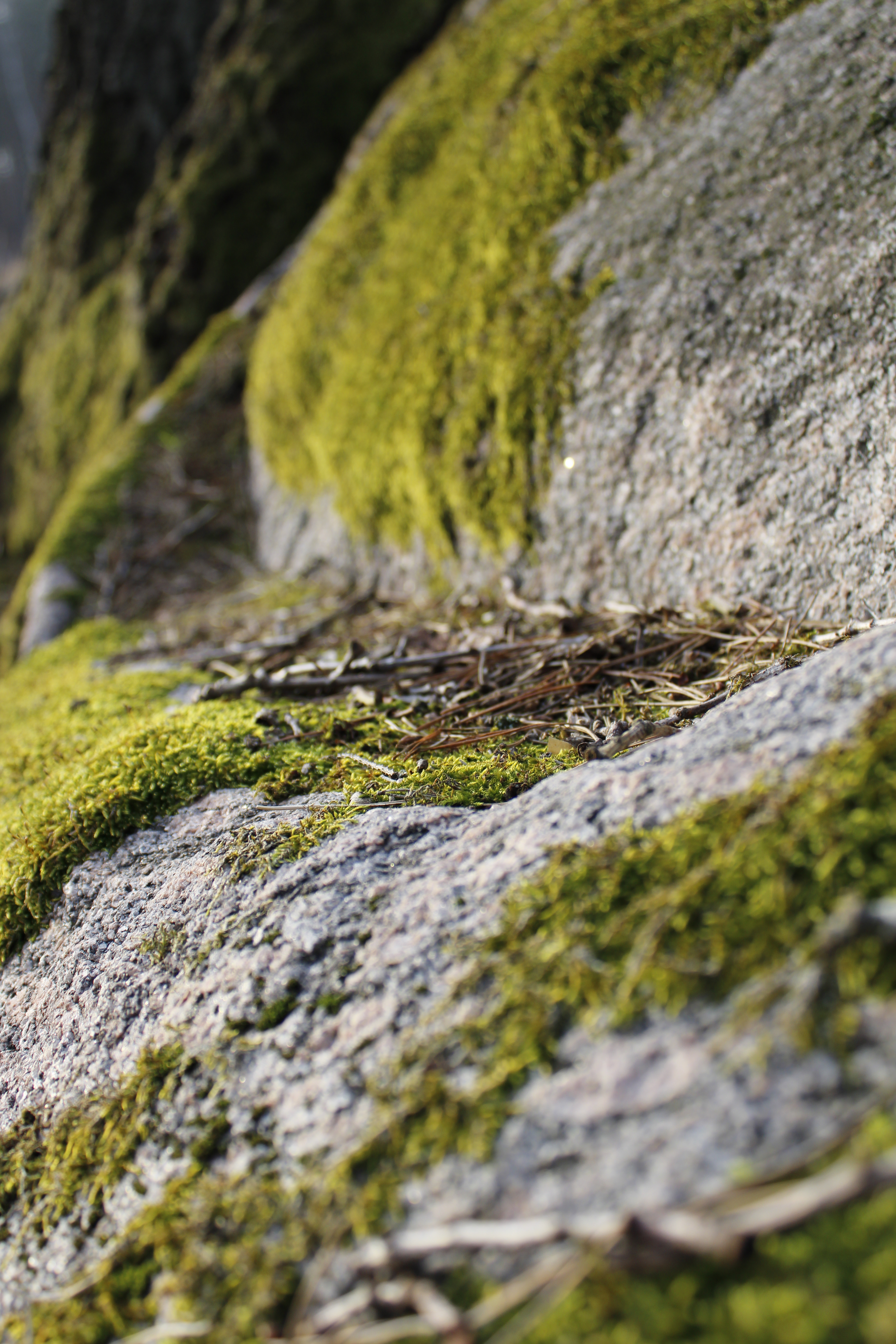
Jedno z niewielu podłużnych wgłębień w głazie
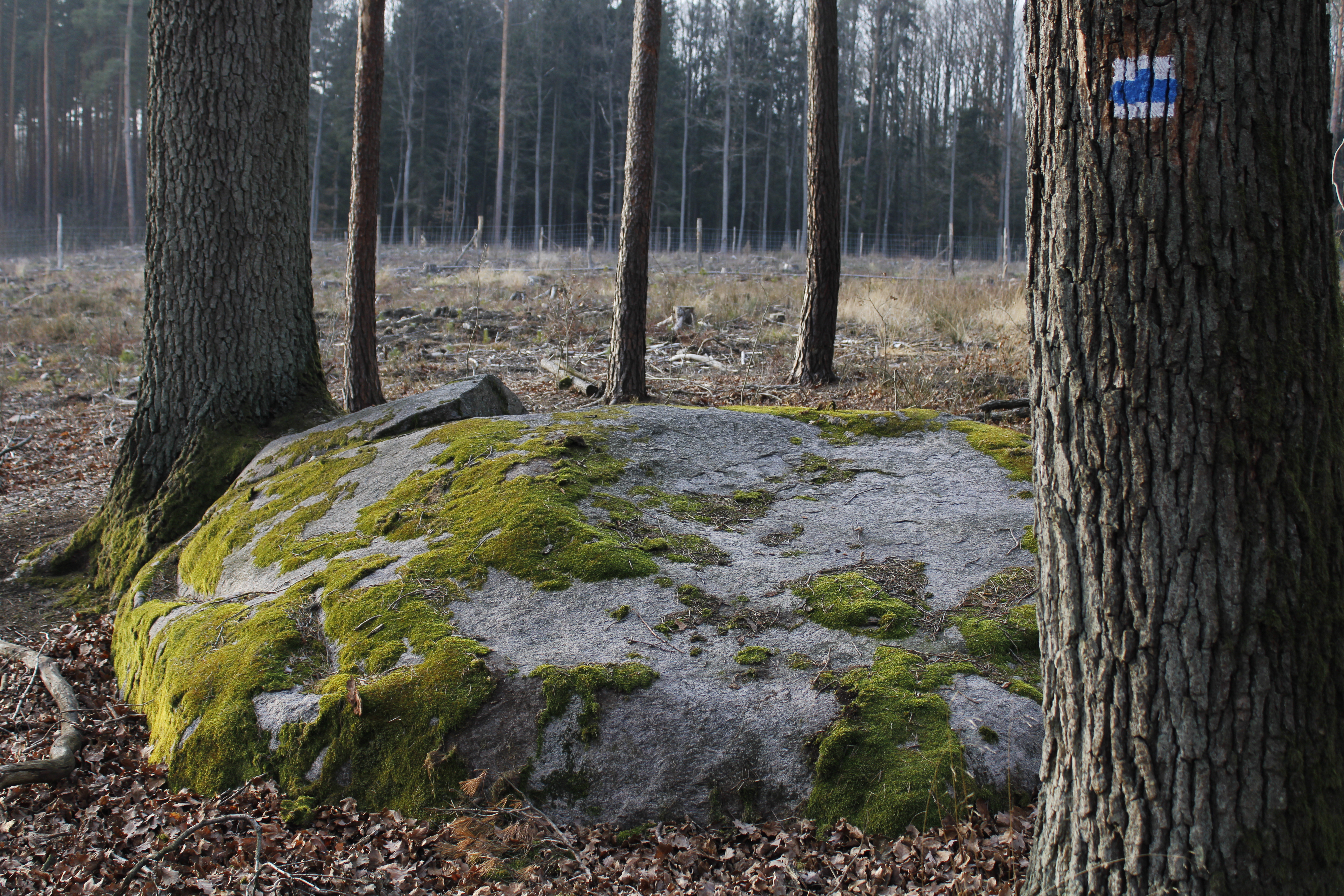
Oznaczenie turystyczne przy głazie
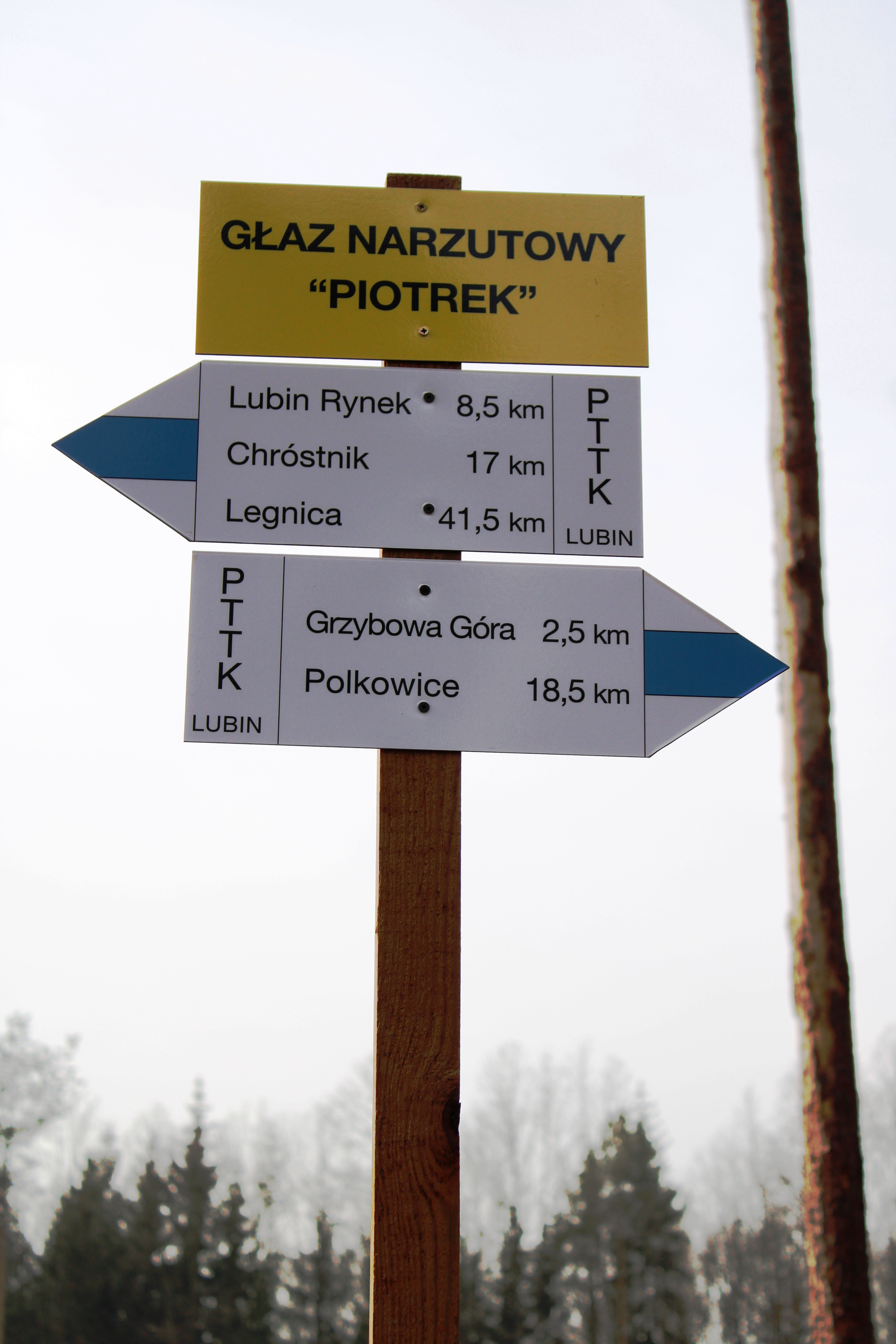
Wskaźnik informacyjny na niebieskim szlaku turystycznym
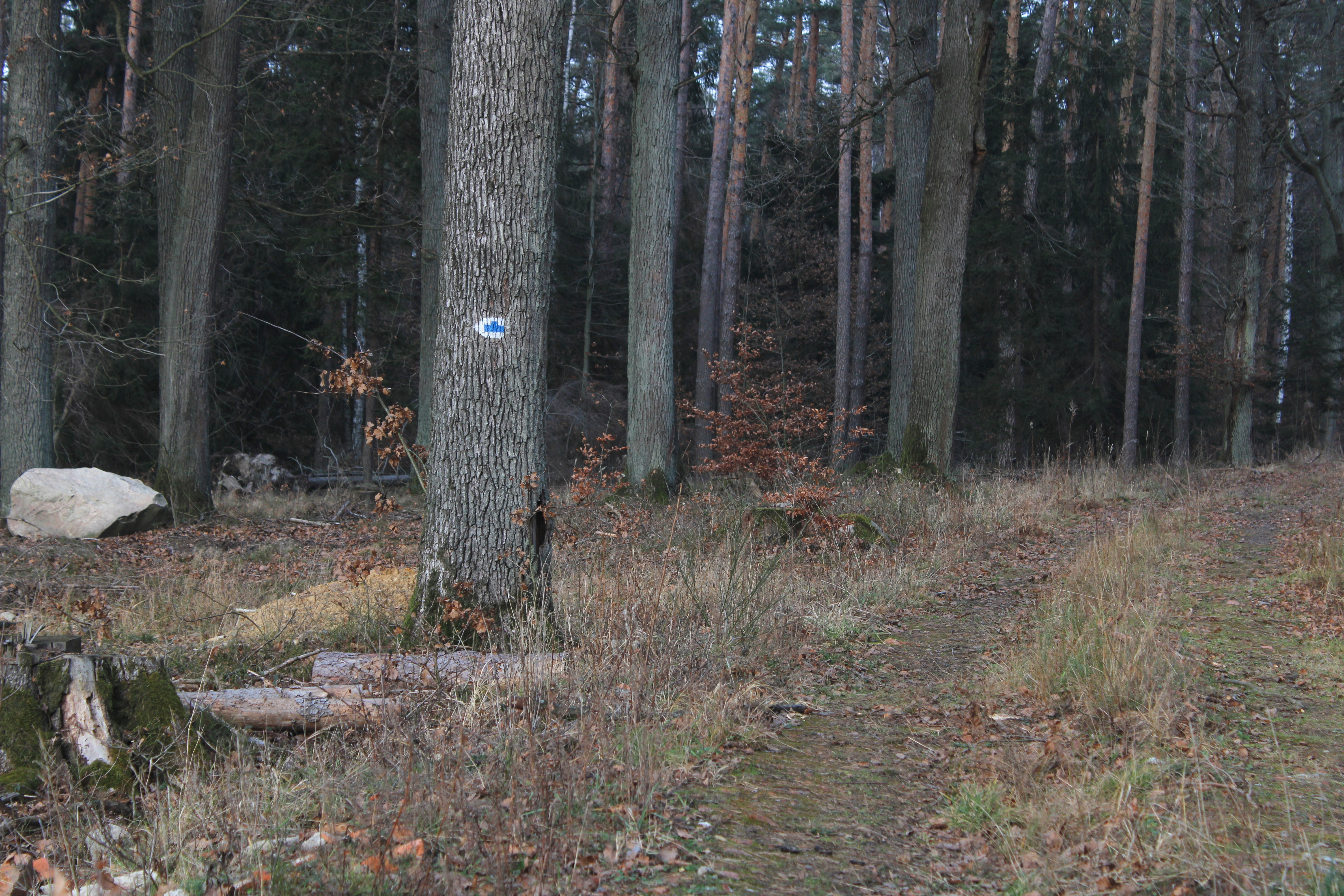
Szlak Polskiej Miedzi w niedalekiej odległości od głazu "Piotrek"